# Finestre impannate
Die sogenannten finestre impannate („verhängte Fenster“) sind ein lichtdurchlässiger Verschluss von Fensteröffnungen, die in Italien im 14. Jahrhundert aufkamen. 
Im ausgehenden Mittelalter wurden verschiedene Lösungen entwickelt, Fensteröffnungen luftdicht abzuschließen ohne gleichzeitig den Lichteinfall zu unterbinden. Fensterläden dienten als Schutz gegen Regen und konnten auch einigermaßen luftdicht ausgeführt werden, verdunkelten aber den Raum. In florentinischen Hospitälern hat es zu dieser Zeit auch Jalousien gegeben. Aber auch diese verdunkelten den Raum.
Eine bessere Lösung des Problems gab es bereits im beginnenden 14. Jahrhundert, die sich aber nur langsam durchsetzte, die finestre impannate. „Man spannte ein Leintuch in einen Holzrahmen, der genau in die Fensterfüllung eingepasst wurde, und tränkte das Tuch mit Öl, um es lichtdurchlässig zu machen; so verhinderte man, dass es zog.“ Im 15. Jahrhundert verbreitete sich diese Konstruktion in ganz Mittelitalien, belegt sind sie für Genua, Montefalco, San Gimignano und Pisa.